# Матвеевское сельское поселение (Ульяновская область)
Матве́евское се́льское поселе́ние — муниципальное образование в составе Старомайнского района Ульяновской области. Административный центр — село Матвеевка.

## Население
| 2010  | 2012  | 2013  | 2014  | 2015  | 2016  | 2017  |
| ----- | ----- | ----- | ----- | ----- | ----- | ----- |
| 1885  | ↘1799 | ↘1762 | ↘1713 | ↘1694 | ↘1665 | ↘1639 |
| 2018  | 2019  | 2020  | 2021  |       |       |       |
| ↘1599 | ↘1576 | ↘1532 | ↘1461 |       |       |       |

## Состав сельского поселения
В состав поселения входят 9 населённых пунктов: 8 сёл и 1 деревня.
| № | Населённый пункт             | Тип населённого пункта       | Население |
| - | ---------------------------- | ---------------------------- | --------- |
| 1 | Айбаши (Ульяновская область) | село                         | 34        |
| 2 | Базарно-Мордовский Юрткуль   | село                         | 208       |
| 3 | Бекетовка                    | село                         | 2         |
| 4 | Грибовка                     | село                         | 417       |
| 5 | Кокрять                      | село                         | 54        |
| 6 | Матвеевка                    | село, административный центр | 314       |
| 7 | Подлесно-Мордовский Юрткуль  | деревня                      | 21        |
| 8 | Русский Юрткуль              | село                         | 425       |
| 9 | Шмелёвка                     | село                         | 410       |